# L'innominabile (romanzo)
L'innominabile è un romanzo di Samuel Beckett del 1953. È il terzo ed ultimo episodio della trilogia di romanzi, iniziata con Molloy e proseguita con Malone muore (entrambi del 1951). Fu originariamente pubblicata in Francia ed in francese con il titolo L'Innommable dalle Éditions de Minuit, solo più tardi fu tradotta, dall'autore stesso, in inglese con il titolo The Unnamable. La Grove Press pubblicò l'edizione inglese nel 1958.
Un estratto dal titolo Mahood uscì sul numero di febbraio 1953 della "Nouvelle Revue Française", con un taglio che non venne comunicato né approvato dall'autore. Jean Paulhan, direttore della rivista, al momento della pubblicazione era assente e scrisse a Beckett una lettera di scuse. Un comitato formato da André Malraux, Jean Schlumberger e Roger Caillois aveva deciso, per paura che la rivista subisse danni e fosse costretta a chiudere, di autocensurarsi. Di fatto quando il libro uscì con il paragrafo restaurato non ci furono reazioni censorie.
Tutti e tre i romanzi sono stati scritti in un arco di tempo che va dal maggio 1947 al gennaio 1950. La pubblicazione però avvenne tra il 1951, quando Beckett era quasi sconosciuto e il 1953 (appunto, questo terzo volume), quando invece Beckett cominciava a essere conosciuto, almeno dai lettori francesi. Nonostante l'evidenza di uno sperimentalismo letterario, sono considerate le opere più intime dell'autore, quelle in cui esplora più a fondo la propria psiche.
Ne L'innominabile assistiamo allo sconnesso monologo di un protagonista senza nome (presumibilmente innominabile, cioè "non nominabile") ed immobile. Non c'è una vera trama o impostazione, né si comprende se gli altri protagonisti (Mahood e Worm) esistano veramente o se siano solo sfaccettature del narratore stesso. Il protagonista rivendica, inoltre, di essere il creatore dei personaggi principali dei primi due romanzi della Trilogia.
Il romanzo è permeato di toni disperati fino alla fine, composta per lo più da una lunga serie di frasi non separate fra loro da segni di punteggiatura, una struttura denominata, nella letteratura inglese come 'run-on sentence'.
Si conclude con la frase "I can't go on, I'll go on," che è stata in seguito usata per intitolare un'antologia sullo stesso Beckett.

## Edizioni
- Samuel Beckett, L'Innomable, Éditions de Minuit, Paris, 1953.
- id., The Unnamable, Grove Press, New York, 1958.
- id., L'innominabile, SugarCo, Milano, I ed. gennaio 1960.
- id., Molloy, Malone muore, L'innominabile, con uno scritto di Theodor W. Adorno, trad. Giacomo Falco, Collana I Giorni n.8, SugarCo, Milano, I ed. 1965 (edizione con tagli).
- id., La trilogia, cofanetto 3 voll., introd. Aldo Tagliaferri, Oscar Mondadori, Milano, I ed. 1970.
- id., Prosa, Teatro, Poesia, Collana Scrittori del mondo: i Nobel, UTET, I ed. 1973.
- id., Trilogia. Molloy, Malone muore, L'Innominabile, trad. e introduzione di Aldo Tagliaferri, Collana Nuova Universale Einaudi n.220, Einaudi, Torino, I ed. 1996, pp. 321–464 (prima edizione integrale).